# 1223
Година 1223 (MCCXXIII) била је проста година која је почела у недељу.

## Догађаји

### Датум непознат
- Википедија:Непознат датум — Умро је француски краљ Филип II Август. Наследио га је његов син Луј VIII.
- Википедија:Непознат датум — У Португалији је Алфонса II наследио његов син Санчо II.
- Википедија:Непознат датум — На престо Алмохадског калифата дошао је Абд ад-Вахид ел Макхлу.
- Википедија:Непознат датум — Данског краља Валдемара II Победника, који је освојио Лауенбург, Померанију, Естонију и Курландију, заробио је немачки гроф Хенрик од Шверина.
- Википедија:Непознат датум — Након дуге опсаде епирски деспот Теодор Анђел освојио је Солун.
- Википедија:Непознат датум — Монголско племе Татара напало је Половце настаљене северно од Црног мора. Како би се супротставили претњи Руси су се померили према Азовском мору, али су их на реци Калки потукли Татари.

### Мај
- 31. мај — Битка на Калки

## Смрти
- 14. јул — Филип II Август, француски краљ.